# پولوساری
پولوساری یا گونونگ پولوساری (اندونزیایی: Gunung Pulosari) آتشفشانی بازالتی-آندزیتی به ارتفاع ۱۳۴۶ متر است که در منتهی‌الیه غربی جزیرهٔ جاوه و در جنوب کالدرای پلیستوسنی ۱۵ کیلومتری دانائو قرار دارد. این آتشفشان دارای دهانه‌ای به عمق تقریبی ۳۰۰ متر در قلهٔ خود است که گازهای گوگرد از دیواره‌های آن متصاعد می‌شود.
از تاریخ آخرین فوران این آتشفشان اطلاعی در دست نیست.